# 黄葆同
黄葆同（1921年5月1日—2005年9月6日），男，上海人，中华人民共和国高分子化学家。曾任中国科学院长春应用化学研究所研究员、副所长。

## 生平
1921年生于上海。1944年毕业于国立中央大学化学系。1952年获美国纽约布鲁克林理工学院（现纽约大学坦登工程学院）博士学位。1991年当选为中国科学院学部委员（院士）。